# 괴병의 라무네

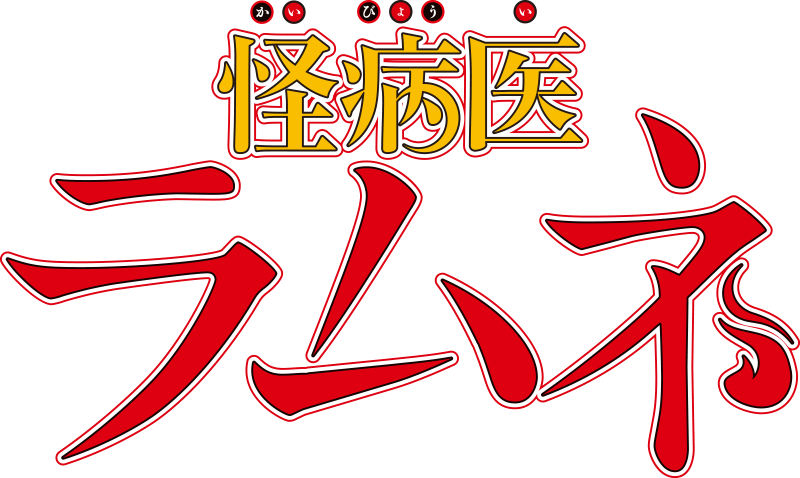

괴병의 라무네(일본어: 怪病医ラムネ)는 하호 토로가 원작한 일본의 만화이다. 「월간 소년 시리우스」에서 2017년 11월호부터 2018년 9월호까지 발간했으며, 그 후 같은 사의 웹 코믹 착신 사이트 「망가 포켓」에 이적해 2018년 12월 21일부터 착신 중이다.

## 줄거리
고민을 하는 사람들의 마음을 파고드는 '괴'. 그것은 사람들의 몸에 괴병이라고 불리는 기묘한 증상을 미치는 것이었다. 눈 속에서 마요네즈가 나오고, 손가락 끝이 고추로 변해 버리는 괴병이며, 그것을 해결하려고 전문의 라무네와 제자 쿠로는 치료에 맞선다.